# Thomas E. Morgan

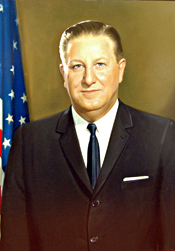
Thomas E. Morgan, um 1950

Thomas Ellsworth Morgan (* 13. Oktober 1906 in Ellsworth, Washington County, Pennsylvania; † 31. Juli 1995) war ein US-amerikanischer Politiker. Zwischen 1945 und 1977 vertrat er den Bundesstaat Pennsylvania im US-Repräsentantenhaus.

## Werdegang
Thomas Morgan besuchte die öffentlichen Schulen seiner Heimat und danach die East Bethlehem Township High School in Fredericktown. Im Jahr 1930 absolvierte er das Waynesburg College. Nach einem anschließenden Medizinstudium am Detroit College of Medicine and Surgery sowie der Wayne University in Detroit (Michigan) und seiner Zulassung als Arzt begann er ab 1935 in Fredericktown in diesem Beruf zu arbeiten. Gleichzeitig schlug er als Mitglied der Demokratischen Partei eine politische Laufbahn ein.
Bei den Kongresswahlen des Jahres 1944 wurde Morgan im 24. Wahlbezirk von Pennsylvania in das US-Repräsentantenhaus in Washington, D.C. gewählt, wo er am 3. Januar 1945 die Nachfolge von J. Buell Snyder antrat. Nach 15 Wiederwahlen konnte er bis zum 3. Januar 1977 insgesamt 16 Legislaturperioden im Kongress absolvieren. Dabei wechselte er zwei Mal seinen Wahlbezirk. Bis 1953 vertrat er den 24., von 1953 bis 1973 den 26., und danach den 22. Distrikt seines Staates. Von 1959 bis 1975 leitete er den Auswärtigen Ausschuss. Danach war er von 1975 bis 1977 Vorsitzender des Committee on International Relations. In seine Zeit im Kongress fielen das Ende des Zweiten Weltkriegs, der Beginn des Kalten Krieges, der Koreakrieg, der Vietnamkrieg und innenpolitisch die Bürgerrechtsbewegung. Im Jahr 1974 wurde das politische Geschehen von der Watergate-Affäre beherrscht.
1976 verzichtete Thomas Morgan auf eine weitere Kandidatur. Nach dem Ende seiner Zeit im US-Repräsentantenhaus ist er politisch nicht mehr in Erscheinung getreten. Er starb am 31. Juli 1995.